# Strawberry Alarm Clock
Strawberry Alarm Clock je americká hudební skupina, která patří k nejvýznamnějším představitelům acid rocku a sunshine popu.

## Historie
Skupinu vytvořili na jaře roku 1967 v Glendale členové místních souborů Thee Sixpence a Waterfyrd Traene. V květnu téhož roku vydala svůj první singl, psychedelickou skladbu Johna S. Cartera „Incense and Peppermints“, která se dostala na týden do čela hitparády Billboard Hot 100 a získala zlatou desku. Strawberry Alarm Clock pak podle ní pojmenovali také svoje první dlouhohrající album vydané u společnosti Uni Records. Píseň přitom nenazpíval nikdo z členů skupiny, ale šestnáctiletý Greg Munford z kapely The Shapes of Sound, s nímž se náhodou setkali ve studiu. Dalšími hity byly „Tomorrow“, „Barefoot in Baltimore“ a „Sit with the Guru“. Skupina také účinkovala v televizním pořadu American Bandstand a ve filmech Podlomená vůle a Údolí panenek.
V roce 1971 se Strawberry Alarm Clock rozpadli, kytarista Ed King pak hrál se skupinou Lynyrd Skynyrd. V roce 1974 se část bývalých členů nakrátko znovu sešla a vystoupila na festivalu California Jam. V roce 1982 nastal comeback a skupina opět koncertuje, nahrála také v roce 2012 album z nových písní.

## Diskografie
- Incense and Peppermints (1967)
- Wake Up...It's Tomorrow (1968)
- The World in a Sea Shell (1968)
- Good Morning Starshine (1969)
- Wake Up Where You Are (2012)

## Sestava
- Howie Anderson (sólová kytara, zpěv)
- Mark Weitz (klávesy, zpěv)
- George Bunnell (baskytara, doprovodná kytara, zpěv)
- Steve Bartek (kytara, flétna)
- Gene Gunnels (bicí, perkuse, zpěv)
- Randy Seol (bicí, perkuse, zpěv)

### Bývalí členové
- Ed King
- Lee Freeman
- Gary Lovetro
- Marty Katin
- Jimmy Pitman
- Paul Marshall
- Leo Gaffney
- Doug Freeman
- Peter Wasner
- James Harrah
- Clay Bernard
- Bob Caloca
- Bruce Hubbard
- Jon Walmsley
- Glenn Brigman